# Bondsvergadering (Duitsland)

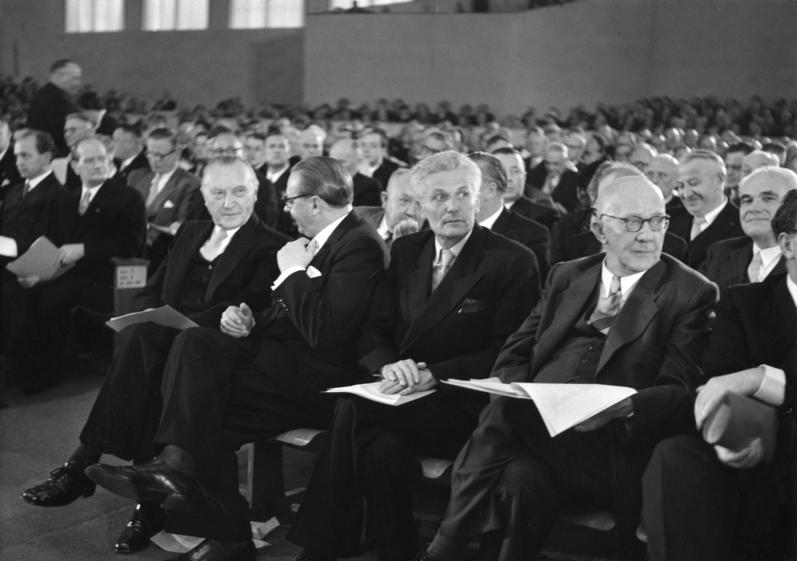
De bondsvergadering in 1954

De bondsvergadering (Duits: Bundesversammlung) is een staatkundig orgaan van de Bondsrepubliek Duitsland. Zij wordt enkel samengeroepen om de bondspresident te verkiezen, en bestaat uit alle Bondsdagleden en een even groot aantal van mensen, die door de deelstaatparlementen werden gekozen. Omdat de leden van de bondsvergadering of partijlid zijn of door een partij werden voorgedragen is de uitslag in de meeste jaren geen verrassing geweest.
Iedere vijf jaar komt de bondsvergadering in het Rijksdaggebouw (het gebouw van het Duitse parlement) in Berlijn samen. De samenkomst duurt enkele uren, afhankelijk van het aantal stembeurten. Er zijn maximaal drie stembeurten; bij de derde is geen absolute, maar alleen nog een relatieve meerderheid nodig. De traditionele dag voor de bondsvergadering is 23 mei, de dag van de Duitse Grondwet.

## Geschiedenis

### Keizerrijk en Weimarrepubliek

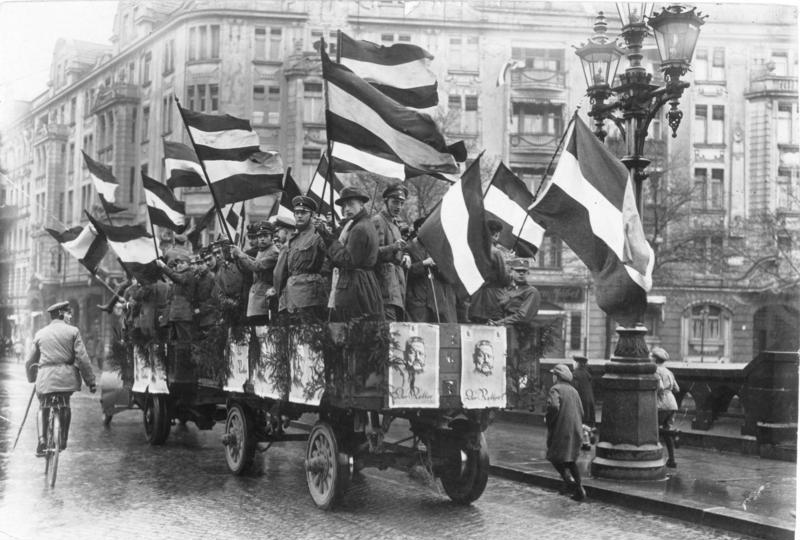
Verkiezingsreclame in 1925 voor de voormalige oorlogsgeneraal Paul von Hindenburg

Tot 1918 was Duitsland een monarchie. Volgens de Grondwet was de koning van Pruisen, de grootste deelstaat, voorzitter van de Bondsraad en had de titel Deutscher Kaiser. Troonopvolger was de oudste zoon.
Ten tijde van de Weimarrepubliek (1919-1933) werd de rijkspresident rechtstreeks door het volk voor een termijn van zeven jaar verkozen. De eerste president, de sociaaldemocraat Friedrich Ebert, werd echter nog door het parlement gekozen (in 1919; verlenging in 1922). In 1925 en in 1932 koos het volk met absolute meerderheid in de tweede stemgang Paul von Hindenburg. Rijkskanselier Adolf Hitler nam in 1934 de functies van rijkspresident over.

### Parlementaire Raad 1948/1949
Bij de oprichting van de Bondsrepubliek wilden de grondwetgevers rekening houden met de lessen uit het verleden, zorg dragen voor een systeem van stabiele en gebalanceerde machtsverhoudingen, en vermijden dat de president te veel bevoegdheden zou kunnen verzamelen. De macht van parlement en regering werden versterkt ten nadele van de positie van de president.
In de Parlementaire Raad, die de grondwet ontwierp, circuleerden verschillende modellen van verkiezingssystemen voor de president, maar deze vonden geen toestemming. Zo kon een model waarbij de president door de Bondsdag wordt gekozen niet voldoen omdat het geen rekening houdt met de federale structuur van Duitsland. Een model waarbij de president door de gemeenschappelijke verzameling van Bondsdag en -raad gekozen werd vond geen genade omdat hier de deelstaatregeringen (de lokaal regerende coalitie) mede bepalend zouden zijn.
Uiteindelijk kon de raad zich verenigen rond een voorstel van (naar eigen beweren) de eerste bondspresident Theodor Heuss, dat zowel met de unitaristische (nationale) als federalistische (regionale) principes van de bondsstructuur rekening houdt: een verkiezingscommissie waarin evenveel vertegenwoordigers zitten van de Bondsdag (nationaal) als vertegenwoordigers van de deelstaten. Dit geeft de president een positie, waarin hij zich niet als de door het volk verkozen tegenstander van het parlement kan zien, en er wordt geen openbare, polariserende verkiezingscampagne gevoerd.
Dit wordt vertaald in artikel 54, paragraaf 3 van de grondwet:
"Die Bundesversammlung besteht aus den Mitgliedern des Bundestages und einer gleichen Anzahl von Mitgliedern, die von den Volksvertretungen der Länder nach den Grundsätzen der Verhältniswahl gewählt werden." (Nederlands: De Bondsvergadering bestaat uit de leden van de Bondsdag en een gelijk aantal leden die door de volksvertegenwoordigingen van de deelstaten volgens de principes van de proportionele verkiezingen verkozen worden.)
De grondwet geeft de grote lijnen aan, de uitvoering ervan wordt door een afzonderlijke aanvullende wet ("Gesetz über die Wahl des Bundespräsidenten durch die Bundesversammlung") geregeld.
Noch de nationale regering, noch de deelstaatregeringen nemen deel aan de verkiezing. Wel hebben de partijen grote invloed; het is meestal uiteindelijk de top van de partij met de meeste stemmen in de bondsvergadering die kan bepalen wie de volgende bondspresident wordt. Omdat een zittende bondspresident niet kan worden afgezet (behalve door een aanklacht), is zijn positie vrij sterk. Vooral een bondspresident, die al voor een tweede termijn werd gekozen (een derde achtereenvolgende is niet mogelijk), gedraagt zich zeer onafhankelijk. Zo heeft bondspresident Richard von Weizsäcker in 1992 fel de grote invloed van de partijen in Duitsland bekritiseerd; als antwoord kreeg hij daarop dat hijzelf zonder de steun van partijen niet in zijn ambten zou zijn gekomen.

### Toetsingen van het systeem
In 1976 zette de Bondsdag een commissie Verfassungsreform in, om na te gaan of er fundamentele wijzigingen aan de grondwet
gewenst waren. De regeling aangaande de bondspresidentsverkiezingen is uitvoering besproken en bevestigd geworden.
Ook na de Duitse hereniging (1990) is de grondwet doorgelicht. Hierbij werd het thema bondspresidentsverkiezingen slechts kort behandeld. De mogelijkheid om het presidentiële mandaat tot zeven jaar te verlengen, en de bondspresident niet herverkiesbaar te maken werden besproken, maar de verantwoordelijke commissie heeft geen voorstellen gedaan.

## Leden
Noch de grondwet, noch de aanvullende wet leggen het aantal leden van de bondsvergadering cijfermatig vast. Het juiste aantal leden richt zich naar het ledenaantal van de Bondsdag, en dat kan van Bondsdag tot Bondsdag (iets) veranderen.
In de eerste Bondsdag van 1949 zaten 410 afgevaardigden, zodat de deelstaten ook 410 afgevaardigden stuurden, en dus voor de eerste verkiezing 820 leden in de vergadering zaten. Voor de tweede Bondsdag, en tot 1990, werd het ledenaantal tot 500 opgevoerd, maar schommelde daarboven als gevolg van het
systeem van zogenoemde 'overhangmandaten' (Duits: Überhangmandate). Zo telde de bondsvergadering 1042 leden in 1964 en 1038 in 1989. Door de Duitse hereniging (en het erbijkomen van de nieuwe deelstaten) werd het ledenaantal van de Bondsdag nogmaals verhoogd, zodat de 10e bondsvergadering in 1994 1324 leden telde. Voor de Bondsdag 2002 werd het aantal verlaagd.
Alle leden van de Bondsdag maken automatisch deel uit van de bondsvergadering. De afgevaardigden van de deelstaten moeten verkozen worden. De aanvullende wet op de bondsvergadering legt de bondsregering op 'op tijd' vast te leggen hoeveel afgevaardigden elk land sturen mag. Hiertoe houdt de regering enerzijds rekening met het aantal leden van de Bondsdag, anderzijds met de laatst bekende officiële staatsburgers van elk land (vreemdelingen worden niet meegeteld). De getallen worden in het 'Bundesgesetzblatt' (het staatsblad) gepubliceerd.
Na de publicatie moeten de deelstaatparlementen (Duits: Landtage) de verkiezing van de landsafgevaardigden doorvoeren. In principe stelt elke fractie in het deelstaatparlement zijn lijst met kandidaten voor. Plaatsen in de bondsvergadering worden verdeeld volgens het aantal stemmen dat de lijsten krijgen. Bij een gelijk aantal stemmen bepaalt het lot de af te vaardigen kandidaat. In sommige deelstaten wordt vooral een gemeenschappelijke lijst volgens hetzelfde principe samengesteld. In praktijk is de verkiezing een vormzaak.

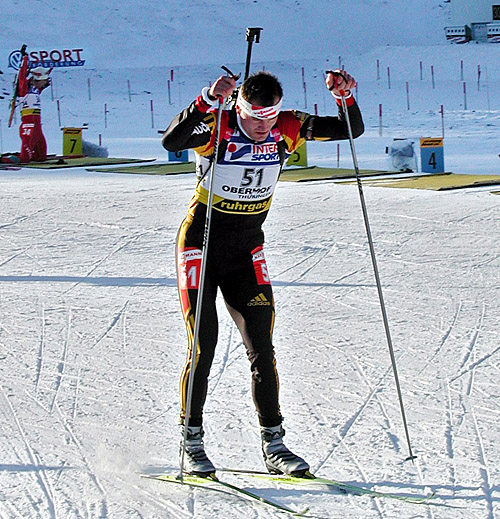
Sven Fischer, biatlon-kampioen, was in 2009 een vertegenwoordiger van de CDU in Thüringen

"Deelstaatafgevaardigde" kan eenieder zijn die in de Bondsdag verkozen kan worden (het passief kiesrecht heeft). De kandidaat hoeft dus geen deel uit te maken van het deelstaatparlement. Vaak wordt van de gelegenheid gebruikgemaakt om personen die zich voor een partij verdienstelijk hebben gemaakt, zoals oud-parlementariërs, gemeentelijke politici of donateurs, of ook prominente personen zoals sportlui of kunstenaars een zekere eer te betonen. De laatste maken op zekere manier indirect ook pr voor de partij in kwestie. Verder worden soms niet-prominente jongeren gestuurd, om de bondspresident een beetje meer door "het volk" te laten kiezen.
Natuurlijk verwachten de partijen dat 'hun' afgevaardigden stemmen op de kandidaat die door de partij gesteund wordt, maar omdat de stemming geheim is, zijn verrassingen altijd mogelijk. Zo was de theoretische krachtsverhouding van de aanwezigen (gebaseerd op partij) bij de verkiezing van 2004 622 stemmen voor Horst Köhler en maximaal 582 voor Gesine Schwan, maar kreeg deze laatste toch 589 stemmen.

## Plaats, tijd en administratie

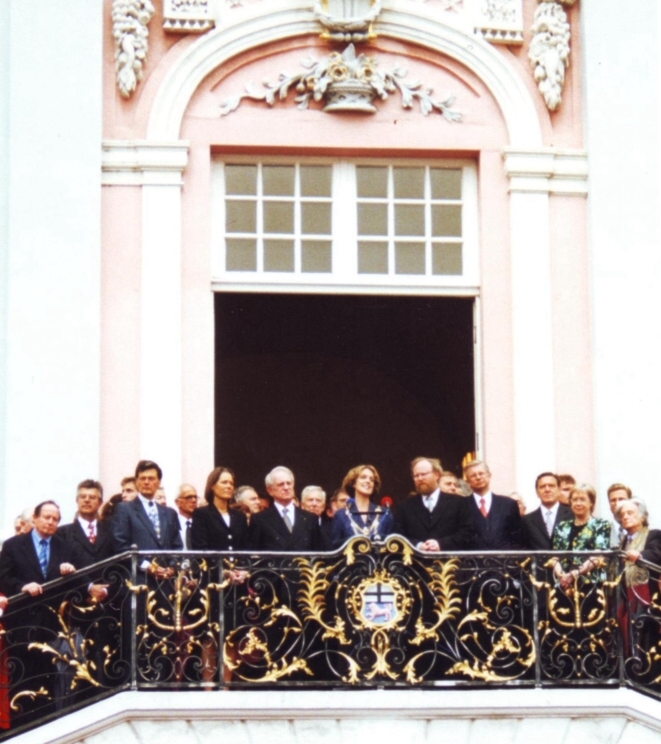
Bonn, 1 juli 1999: Burgemeester Bärbel Dieckmann stelt de nieuwe bondspresident Johannes Rau aan de bevolking van Bonn voor (links van haar, met zijn vrouw). Rechts van de burgemeester met de ambtsketting staat Bondsdagpresident Wolfgang Thierse, de nummer twee in het staatsprotocol, Bondsraadspresident Roland Koch (minister-president van Hessen), de nummer drie, bondskanselier Gerhard Schröder, de nummer vier, en de voorzitster van het constitutionele staatshof Jutta Limbach, nummer 5.

De bondsvergadering moet ten laatste dertig dagen voor afloop van de termijn van de zittende president samenkomen. Indien een president voortijdig uit zijn ambt treedt, hetzij door overlijden, hetzij door vrijwillig of gedwongen ontslag, moet de vergadering ten laatste dertig dagen na het einde van de ambtsperiode samenkomen (artikel 54-4 van de grondwet). Dit is ongebruikelijk; Heinrich Lübke is vanwege zijn gezondheid enkele maanden voor afloop van zijn termijn teruggetreden, Horst Köhler vond zich door de politieke partijen onvoldoende gesteund.
Verder bepaalt de Bondsdagpresident, die ook de bondsvergadering voorzit, plaats en tijdstip van de vergadering. Traditiegetrouw bepaalt hij dit na overleg met de fractievoorzitters en het presidium van de Bondsdag. Tot nu werd de bondsvergadering steeds tussen twee en zes weken voor de laatst mogelijke termijn gehouden. In 1979 koos Bondsdagpresident Karl Carstens ervoor de bondsvergadering op 23 mei, de verjaardag van de grondwet, te houden. Sindsdien wordt deze dag, de "Verfassungstag", ook door zijn opvolgers als aangehouden, zodat men dit als een traditie kan beschouwen. De nieuwe bondspresident treedt dan de daarop volgende 1 juli aan.

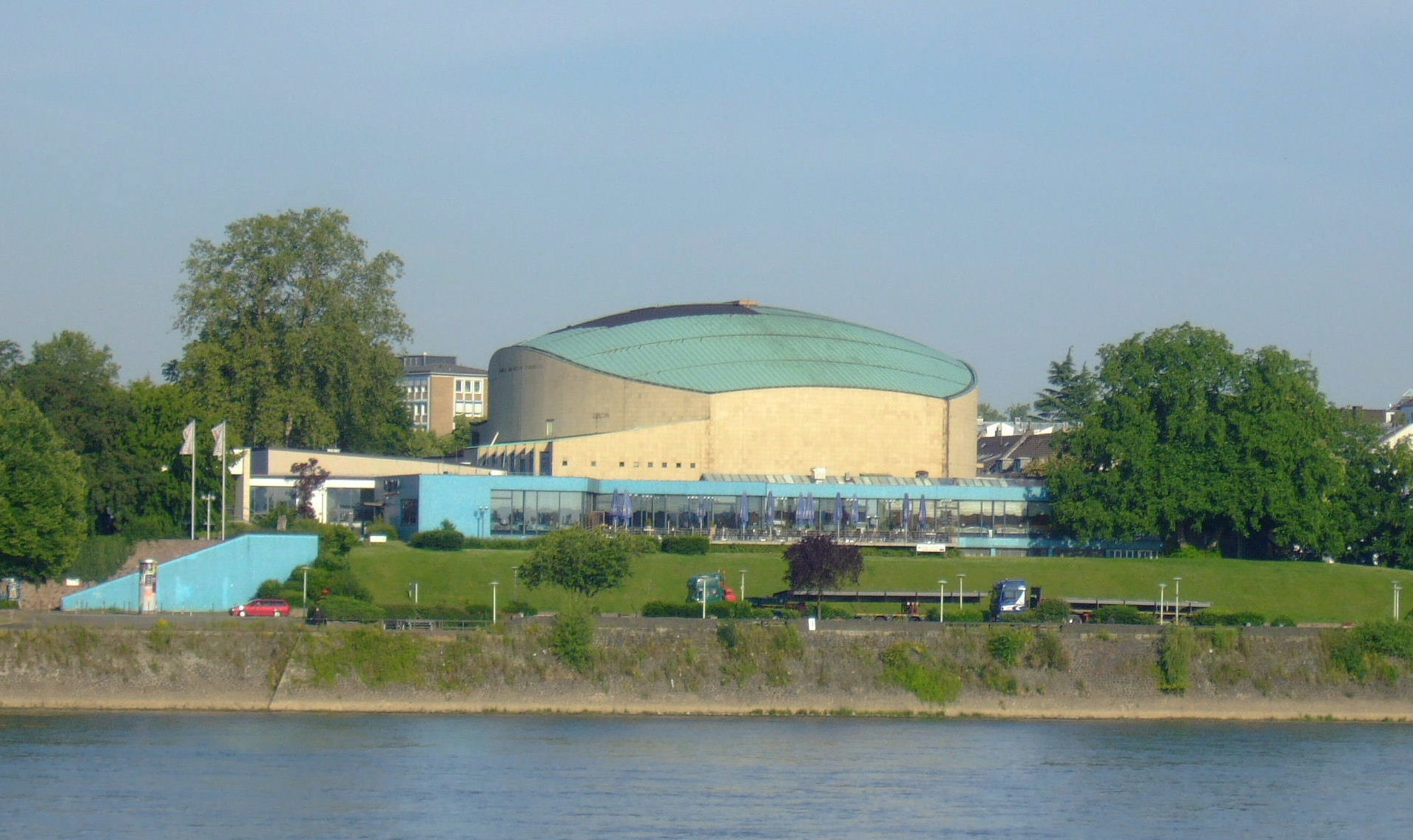
Beethovenhalle in Bonn, waar in 1974, 1979, 1984 en 1989 de bondspresident werd gekozen

Ook over de locatie waar de bondsvergadering plaatsvindt zijn er geen wettelijke voorschriften. De eerste bondspresident werd in Bonn verkozen. Dan volgden vier bondsvergaderingen in Berlijn (1954, 1959, 1964 en 1969). Dit stuitte echter sinds 1959, tijdens de Koude oorlog, op heftig protest van de Sovjet-Unie en de DDR die er in 1969 mee dreigden Berlijn te zullen blokkeren, en dit ook deels in praktijk omzetten.
Als gevolg van het 'Viermächteabkommen' van 3 september 1971, dat een einde maakte aan de permanente Berlijnse crisis, waarbij de status van Berlijn als 'niet deel uitmakend van de bondsrepubliek' bepaald werd, mochten de volgende bondsvergaderingen niet meer in Berlijn plaatsvinden. Van 1974 tot 1989 werd de president opnieuw in Bonn, in de Grote Zaal van de Beethovenhalle gekozen (de plenaire zaal van de Bondsdag was te klein voor het aantal deelnemers).
Sinds de hereniging, en in het bijzonder sinds het besluit van 20 juni 1991 van de Bondsdag Berlijn als hoofdstad en zetel van parlement en regering te kiezen, vinden de bondsvergaderingen weer plaats in Berlijn. Zo riep Bondsdagpresidente Rita Süssmuth de 10e bondsvergadering van 23 mei 1994 in Berlijn in het voormalige Rijksdaggebouw samen. Ook de latere bondsvergaderingen vonden in het ondertussen grondig gerenoveerde en tot Bondsdag omgebouwde Rijksdaggebouw plaats; de Bondsdag zetelde tot 1999 nog in Bonn.
Naast het vastleggen van plaats en tijdstip van de vergadering is de Bondsdagpresident ook verantwoordelijk voor de volledige voorbereiding,
administratie en afhandeling van de vergadering. Daaronder vallen onder meer het verstrekken van de nodige budgetten, het drukken van de stemkaartjes, het opstellen van een zittingsplan, het voeren van een aanwezigheidsregister en het ter beschikking stellen van vergaderruimtes voor de fracties.
De reglementering die van toepassing is op de zittingen van de Bondsdag wordt ook toegepast op de bondsvergadering, tenzij deze laatste er afwijkingen op bepaalt.

## De bondspresidentsverkiezing

### Kandidaten
Ieder lid van de bondsvergadering kan een of meer kandidaten schriftelijk bij de Bondsdagpresident voorstellen. Ook na de eerste en tweede stemronde kunnen nog nieuwe kandidaten voorgesteld worden.
Een voorstel mag enkel die gegevens bevatten die nodig zijn om de kandidaat te identificeren en het schriftelijk akkoord van de kandidaat moet bijgevoegd zijn. De bondsvergadering kan een kandidaat afwijzen indien hij niet aan de wettelijke vereisten voldoet.
Omdat de machtsverhoudingen in de deelstaatparlementen soms anders zijn dan in de Bondsdag komt het voor dat in de bondsvergadering de oppositie een meerderheid heeft. Zo werd in 1979 de christendemocraat Karl Carstens gekozen ofschoon toen SPD en FDP in de bondsregering zaten. Dit was echter een uitzondering, evenals dat de regeringspartijen verschillende kandidaten ondersteunen, hooguit in de eerste en tweede stemronde. In 1994 hield de FDP aan haar kandidaat Hildegard Hamm-Brücher twee stemronden lang vast.
Omdat de CDU/CSU in de Bondsdag meestal de grootste fractie is kwamen de meeste bondspresidenten van de CDU.

### De stemrondes
Voor de stemmingen worden geen toespraken gehouden of debatten gevoerd.
De stemming gebeurt met "verdekte ambtelijke stemkaarten", met andere woorden: geheim. Er kan dus geen fractie- of partijdiscipline afgedwongen worden. Hierdoor zijn afwijkingen van de theoretische krachtsverhoudingen tussen de partijen mogelijk, zoals ook in 2004 gebeurde.
Bij de eerste twee stemronde moet een kandidaat de absolute meerderheid (meer dan de helft) van de stemmen krijgen om verkozen te zijn, bij de derde stemronde is die kandidaat verkozen die de meeste stemmen achter zich verzamelt. Tot nu toe is de president slechts driemaal in de derde ronde verkozen: in 1969 haalde Gustav Heinemann en in 1994 Roman Herzog het slechts met relatieve meerderheid bij de derde beurt. Christian Wulff had in 2010 zijn absolute meerderheid pas in de derde stemronde.

### Einde van de vergadering
Zodra de winnaar bekend is, vraagt de voorzitter van de vergadering de kandidaat of hij de verkiezing aanneemt. Wettelijk gezien heeft de verkozene recht op twee dagen bedenktijd, maar nog niemand heeft hiervan gebruikgemaakt. Zodra de winnende kandidaat zijn verkiezing aangenomen heeft, verklaart de voorzitter de vergadering voor beëindigd.
Indien een nieuwe bondspresident verkozen is (dus niet bij herverkiezing) moet hij de ambtseed volgens artikel 56 van de grondwet afleggen.
Hiertoe roept de Bondsdagvoorzitter een gezamenlijke zitting van Bondsdag en Bondsraad bijeen. Traditioneel vindt deze eedaflegging op 1 juli plaats.